# Катриште
Ка́триште (болг. Катрище) — село в Кюстендильській області Болгарії. Входить до складу общини Кюстендил.

## Населення
За даними перепису населення 2011 року у селі проживали 140 осіб, з них 136 осіб (99,3%) — болгари.
Розподіл населення за віком у 2011 році:
Динаміка населення: